# Bollwiller
Bollwiller [bɔlvilɛʁ]  est une commune de la banlieue de Mulhouse située au pied du massif des Vosges. dans la circonscription administrative du Haut-Rhin et, depuis le 1er janvier 2021, dans le territoire de la Collectivité européenne d'Alsace, en région Grand Est.
Cette commune se trouve dans la région historique et culturelle d'Alsace. Elle est membre de Mulhouse Alsace Agglomération et fait partie des 20 communes de l'agglomération mulhousienne ayant l'obligation de mettre en place une ZFE-m avant le 31 décembre 2024.
Ses habitants sont appelés les Bollwillerois et les Bollwilleroises.

## Géographie

### Localisation
Bollwiller est située entre Mulhouse et Guebwiller, dans la plaine rhénane, plus précisément dans le bassin potassique.
| Soultz-Haut-Rhin |            | Raedersheim   |
| Hartmannswiller  | Bollwiller | Feldkirch     |
| Berrwiller       |            | Staffelfelden |

### Hydrographie

#### Réseau hydrographique
La commune est dans le bassin versant du Rhin au sein du bassin Rhin-Meuse. Elle est drainée par le Lohbach et le Wuenheim,.
Le Lohbach, d'une longueur de 19 km, prend sa source dans la commune de Uffholtz et se jette  dans la Lauch à Rouffach, après avoir traversé onze communes. 
Le Wuenheim, d'une longueur de 13 km, prend sa source dans la commune de Soultz-Haut-Rhin et se jette  dans le Lohbach à Feldkirch, après avoir traversé quatre communes. 

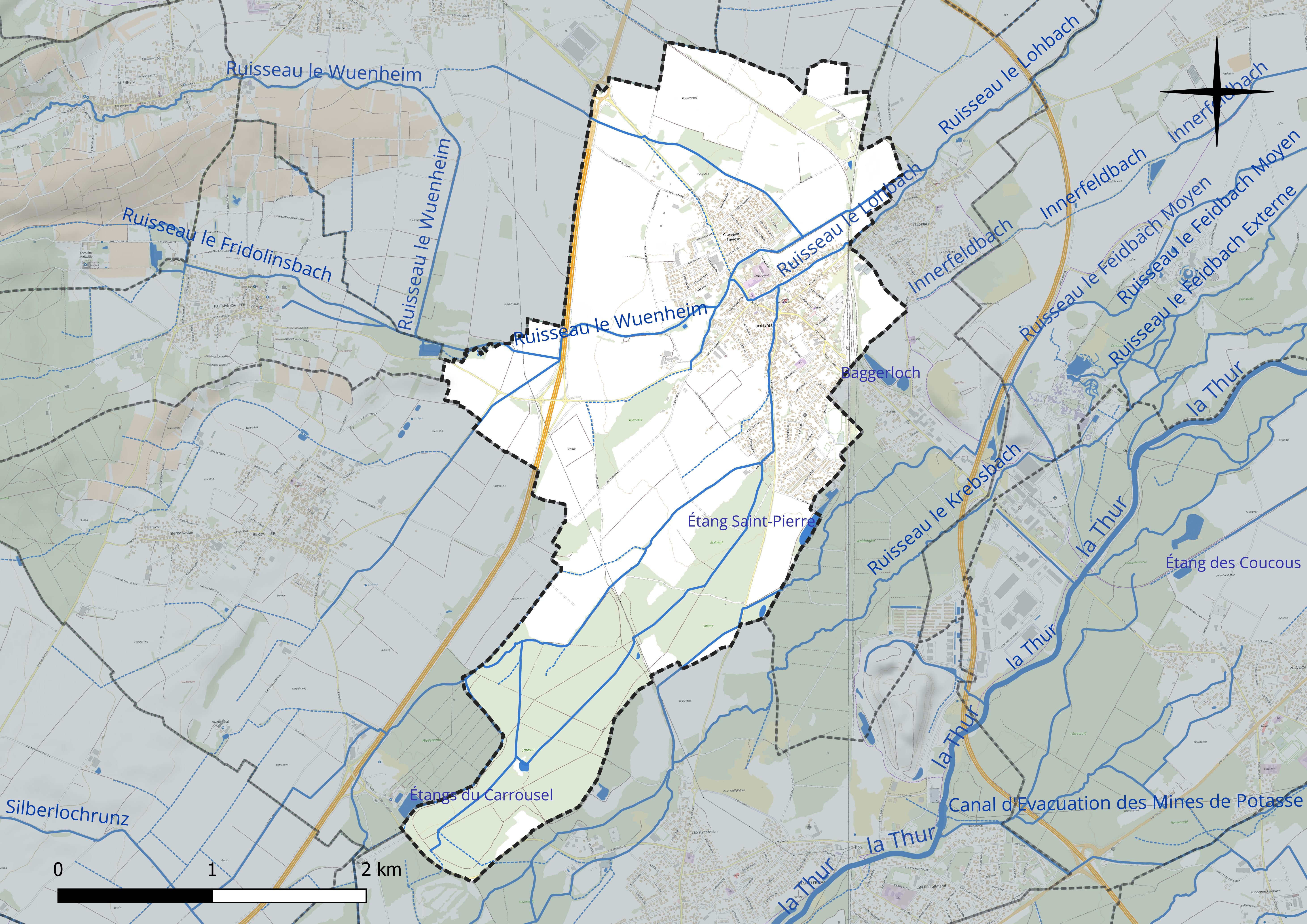
Réseau hydrographique de Bollwiller.

Un plan d'eau complète le réseau hydrographique : l'étang Saint-Pierre, d'une superficie totale de 1,9 ha (1,2 ha sur la commune),.

#### Gestion et qualité des eaux
Le territoire communal est couvert par le schéma d'aménagement et de gestion des eaux (SAGE) « Ill Nappe Rhin ». Ce document de planification concerne la nappe phréatique rhénane, les cours d'eau de la plaine d'Alsace et du piémont oriental du Sundgau, les canaux situés entre l'Ill et le Rhin et les zones humides de la plaine d'Alsace. Le périmètre s’étend sur 3 596 km2. Il a été approuvé le 17 janvier 2005. La structure porteuse de l'élaboration et de la mise en œuvre est la région Grand Est. 
La qualité des cours d’eau peut être consultée sur un site dédié géré par les agences de l’eau et l’Agence française pour la biodiversité. 

### Climat
Pour des articles plus généraux, voir Climat du Grand Est et Climat du Haut-Rhin.
En 2010, le climat de la commune est de type climat des marges montargnardes, selon une étude du Centre national de la recherche scientifique s'appuyant sur une série de données couvrant la période 1971-2000. En 2020, Météo-France publie une typologie des climats de la France métropolitaine dans laquelle la commune est exposée à un climat semi-continental et est dans la région climatique  Vosges, caractérisée par une pluviométrie très élevée (1 500 à 2 000 mm/an) en toutes saisons et un hiver rude (moins de 1 °C). 
Pour la période 1971-2000, la température annuelle moyenne est de 10,3 °C, avec une amplitude thermique annuelle de 17,4 °C. Le cumul annuel moyen de précipitations est de 657 mm, avec 8,7 jours de précipitations en janvier et 9,2 jours en juillet. Pour la période 1991-2020, la température moyenne annuelle observée sur la station météorologique de Météo-France la plus proche, « Guebwiller », sur la commune de Guebwiller à 7 km à vol d'oiseau, est de 11,4 °C et le cumul annuel moyen de précipitations est de 919,6 mm. 
La température maximale relevée sur cette station est de 39,9 °C, atteinte le 13 août 2003 ; la température minimale est de −16,3 °C, atteinte le 20 décembre 2009,,. 
Les paramètres climatiques de la commune ont été estimés pour le milieu du siècle (2041-2070) selon différents scénarios d'émission de gaz à effet de serre à partir des nouvelles projections climatiques de référence DRIAS-2020. Ils sont consultables sur un site dédié publié par Météo-France en novembre 2022.

## Urbanisme

### Typologie
Au 1er janvier 2024, Bollwiller est catégorisée bourg rural, selon la nouvelle grille communale de densité à sept niveaux définie par l'Insee en 2022.
Elle appartient à l'unité urbaine de Mulhouse, une agglomération intra-départementale regroupant 20  communes, dont elle est une commune de la banlieue,,. Par ailleurs la commune fait partie de l'aire d'attraction de Mulhouse, dont elle est une commune de la couronne,. Cette aire, qui regroupe 132 communes, est catégorisée dans les aires de 200 000 à moins de 700 000 habitants,.

### Occupation des sols
L'occupation des sols de la commune, telle qu'elle ressort de la base de données européenne d’occupation biophysique des sols Corine Land Cover (CLC), est marquée par l'importance des territoires agricoles (59,3 % en 2018), en diminution par rapport à 1990 (64,5 %). La répartition détaillée en 2018 est la suivante : 
terres arables (51 %), forêts (22,6 %), zones urbanisées (18,1 %), zones agricoles hétérogènes (8,3 %). L'évolution de l’occupation des sols de la commune et de ses infrastructures peut être observée sur les différentes représentations cartographiques du territoire : la carte de Cassini (XVIIIe siècle), la carte d'état-major (1820-1866) et les cartes ou photos aériennes de l'IGN pour la période actuelle (1950 à aujourd'hui).

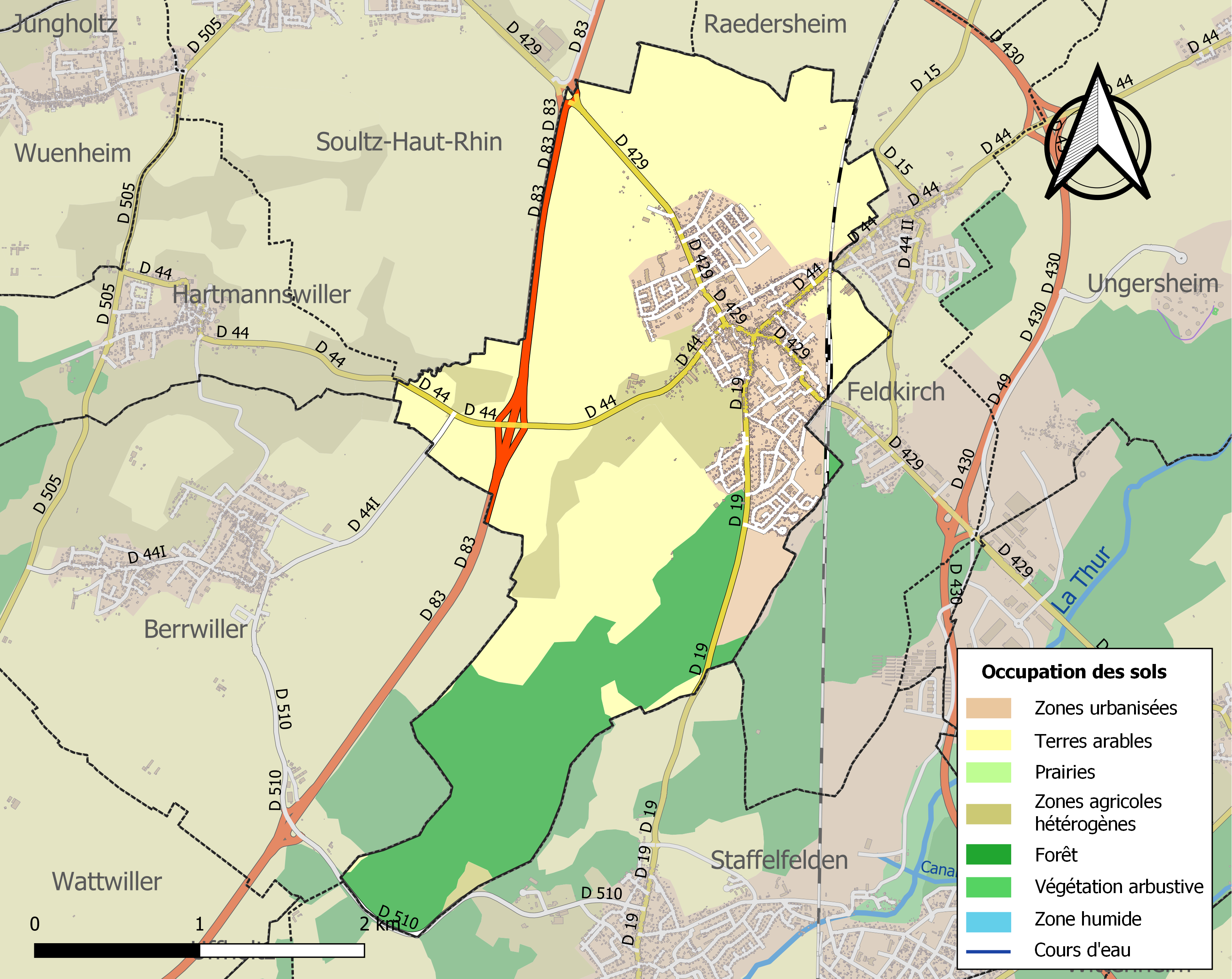
Carte des infrastructures et de l'occupation des sols de la commune en 2018 (CLC).

## Voies de communication et transports

### Réseau routier
La ville est desservie par deux voies rapides à proximité : la voie rapide D 83 avec deux sorties (nord-ouest via le Carrefour du Nouveau Monde et sud-ouest), et la voie rapide D 430 avec une sortie sud-est proche via la Cité Alex de Feldkirch. On rejoint donc assez rapidement les deux autoroutes traversant l'Alsace, l'A35 et l'A36.

### Réseau ferroviaire
- Gare de Bollwiller

## Toponymie
- Ballonevillare (786), Bollunwilre (1135), Bollenwilre (1183), Bollewilr (1281), Polweyler (1471), Pollweiler (1542), Polweiler (1592), Pollweyler (1697), Bollwiller (1793).

## Histoire
Le village de Bollwiller est cité pour la première fois en 728 sous le nom d'une villa Baltowilr. D’abord simple Villa médiévale, Bollwiller devint le centre d’une seigneurie du même nom en 1135. Le village connaît une périodique de prospérité au XIIIe siècle et XIVe siècle. Les chartes de l'époque le qualifie d’oppidum. Bollwiller est le chef-lieu d'une seigneurie appartenant aux seigneurs de ce nom. Dans un acte de 1295, les deux frères Pierre et Burcard de Bollwiller offrent en fief à l'église de Strasbourg leur ville de Bollwiller (Bollewilr). Un petit bourg s’édifia autour d’un château construit au XIVe siècle (1354). L’un des seigneurs, Nicolas de Bollwiller, fut au service des empereurs d’Autriche, Charles Quint et Ferdinand. C’est lui qui acquit d’importantes possessions en Alsace et fut nommé grand bailli de la province en 1561. Le château actuel a été édifié au XVIe siècle par Rodolphe de Bollwiller. Rodolphe de Bollwiller a hérité de la seigneurie de Florimont après la mort de Jean de Boxwiller, en 1604.  La Maison de Habsbourg a engagé le château du Haut-Koenigsbourg auprès de Rodolphe de Bollwiller en 1606. Sa fille. Marguerite de Bollwiller s'est mariée avec le comte Jean Ernest de Függer, de la riche famille des banquiers d'Augsbourg. Après la mort de Rodolphe de Bollwiller, Jean Ernest de Függer reprend l'engagement du château. Rodolphe de Bollwiller est mort sans descendance mâle.
La seigneurie passe en 1617 entre les mains du comte Jean Ernest de Függer. Louis XIV a retiré la seigneurie de Boxwille au comte Függer pour la donner au général suédois Renaud de Rosen quand il est passé au service de La France. Sa fille, Marie-Sophie von Rosen (1638-1686) s'est mariée en 1660 à Conrad de Rosen et lui apporte en dot la baronnie de Bollwiller. Pour désintéresser les Függer et s'assurer de ses droits sur Bollwiller et Masevaux qui leur avait été aussi retiré, il a payé aux Függer avec le consentement du roi 40 000 livres pour leurs fiefs et 60 000 livres pour leurs allodiaux. Plus tard, il a encore payé 13 000 livres. En 1729, la terre de Bollwiller qui avait été érigée en baronnie par les empereurs du Saint-Empire est transformée en marquisat de Bollwiller. 
En 1779, Sophie Rose de Rosen, comtesse de Kleinroop, fille d'Eugène de Rosen et petite fille de Conrad de Rosen, s'est mariée avec le duc Victor de Broglie et lui a apporté Bollwiller. Après l'exécution de son mari, elle s'est remariée en 1796 avec le comte Voyer d'Argenson.

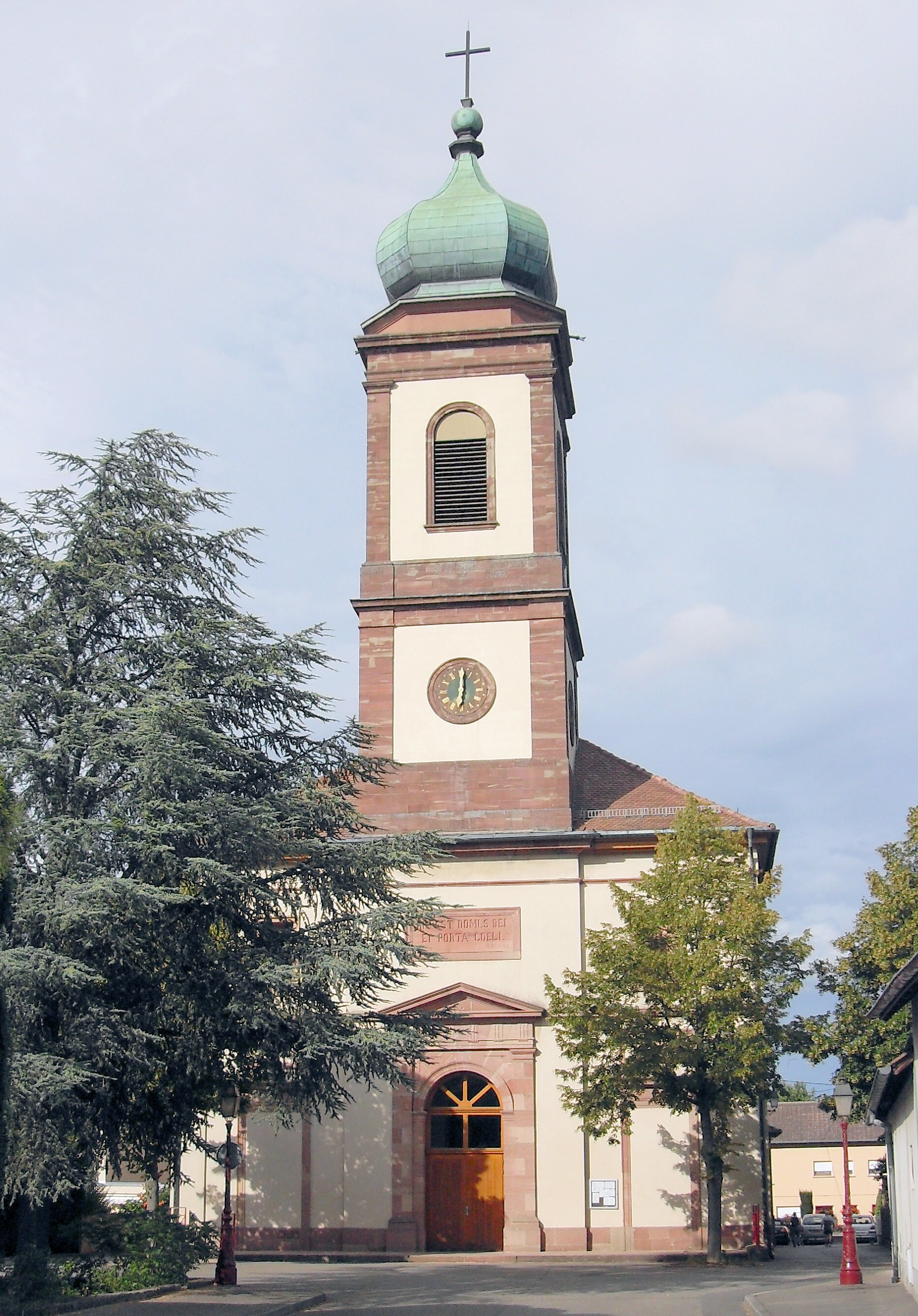
L'Église Saint-Charles.

## Politique et administration

### Découpage territorial
La commune de Bollwiller est membre de l'intercommunalité Mulhouse Alsace Agglomération, un établissement public de coopération intercommunale (EPCI) à fiscalité propre créé le 15 juin 2016 dont le siège est à Mulhouse. Ce dernier est par ailleurs membre d'autres groupements intercommunaux.
Sur le plan administratif, elle est rattachée à l'arrondissement de Mulhouse, à la circonscription administrative de l'État du Haut-Rhin, en tant que circonscription administrative de l'État, et à la région Grand Est. 
Sur le plan électoral, elle dépendait jusqu'en 2020 du  canton de Wittenheim pour l'élection des conseillers départementaux au sein du conseil départemental du Haut-Rhin. Depuis le 1er janvier 2021, elle dépend du même canton pour l'élection des conseillers d'Alsace au sein de la collectivité européenne d'Alsace.

## Population et société

### Démographie
L'évolution du nombre d'habitants est connue à travers les recensements de la population effectués dans la commune depuis 1793. Pour les communes de moins de 10 000 habitants, une enquête de recensement portant sur toute la population est réalisée tous les cinq ans, les populations de référence des années intermédiaires étant quant à elles estimées par interpolation ou extrapolation. Pour la commune, le premier recensement exhaustif entrant dans le cadre du nouveau dispositif a été réalisé en 2004.

En 2022, la commune comptait 4 104 habitants, en évolution de +3,14 % par rapport à 2016 (Haut-Rhin : +0,66 %, France hors Mayotte : +2,11 %).
| 1793 | 1800 | 1806 | 1821  | 1831  | 1836  | 1841  | 1846  | 1851  |
| ---- | ---- | ---- | ----- | ----- | ----- | ----- | ----- | ----- |
| 750  | 836  | 962  | 1 072 | 1 261 | 1 296 | 1 446 | 1 467 | 1 483 |

| 1856  | 1861  | 1866  | 1871  | 1875  | 1880  | 1885  | 1890  | 1895  |
| ----- | ----- | ----- | ----- | ----- | ----- | ----- | ----- | ----- |
| 1 392 | 1 440 | 1 372 | 1 231 | 1 164 | 1 170 | 1 217 | 1 189 | 1 145 |

| 1900  | 1905  | 1910  | 1921  | 1926  | 1931  | 1936  | 1946  | 1954  |
| ----- | ----- | ----- | ----- | ----- | ----- | ----- | ----- | ----- |
| 1 197 | 1 199 | 1 154 | 1 192 | 1 763 | 3 130 | 2 181 | 2 292 | 2 405 |

| 1962  | 1968  | 1975  | 1982  | 1990  | 1999  | 2004  | 2006  | 2009  |
| ----- | ----- | ----- | ----- | ----- | ----- | ----- | ----- | ----- |
| 2 536 | 2 846 | 3 007 | 2 951 | 3 194 | 3 552 | 3 580 | 3 573 | 3 555 |

| 2014  | 2019  | 2022  | - | - | - | - | - | - |
| ----- | ----- | ----- | - | - | - | - | - | - |
| 3 850 | 4 122 | 4 104 | - | - | - | - | - | - |

## Culture locale et patrimoine

### Lieux et monuments

#### Château
Château de la famille de Bollwiller, citée au XIIe siècle, sans qu'on sache si elle possédait déjà une demeure à Bollwiller dès cette époque ; le village primitif se serait trouvé à l'emplacement du château actuel, entouré d'une enceinte ; le château est attesté pour la première fois en 1354 ; l'édifice actuel se compose probablement de deux parties dont la plus ancienne, au nord, daterait du milieu du XVIe siècle ; en 1599, Rodolphe de Bollwiller l'agrandit vers le sud, ajoutant une deuxième tourelle d'escalier (date portée) ; au premier étage construction d'une galerie derrière la façade des deux corps de bâtiment, avec plafond à caissons ; le château devint la propriété de Reinhold de Rosen en 1649 ; construction de communs en 1738 ; au début du XIXe siècle, le château est racheté par des industriels les Koehler qui construisirent une filature à l'emplacement des communs et des magasins ; d'après le plan cadastral de 1839, le château est entouré de douves emplies d'eau (comblées à la fin du XIXe siècle). Il a été acheté en 1926 par KST, société privée d'exploitation de mines de potasse. En 1961, le château est acheté par l'association les Papillons blancs. Classé monument historique par arrêté du 19 novembre 2007.

#### Le manoir d'Argenson
Maison édifiée en 1738, date inscrite sur la porte, pour Reinhold Charles de Rosen, seigneur de Bollwiller, mort en 1744 ; son héritière Sophie Rose de Rosen en 1779, épousa en secondes noces René Voyer, marquis d'Argenson qui laissa son nom à la demeure ; acquise vers 1860 par la famille Pfulb de Bollwiller, elle fut achetée par la commune en 1988 et restaurée pour devenir une dépendance de la maison de retraite.

#### Église paroissiale
Jusqu'en 1847, le village de Bollwiller dépendait de la paroisse de Feldkirch ; en 1841, un terrain offert à la commune permit l'ouverture d'un cimetière, puis la construction d'une église fut entreprise à partir de 1844 ; les plans furent dressés en 1847 par François Laubser, architecte du département ; les travaux interrompus en 1848 par une épidémie furent achevés en 1852 ; clocher construit en 1862 avec toit en pavillon ; bombardé en 1945, il fut remplacé par un toit en bulbe. Elle est dédiée à saint Charles Borromée. Dans le chœur, un tableau représentant une Vierge à l'enfant a été offert par Napoléon III lors d'un séjour à Bollwiller en 1868. L'orgue est de 1857.
Le maître-autel provient de l'église paroissiale de Glis, près de Brigue, en Valais (Suisse). Datant de 1686, il fut acquis par la paroisse de Bollwiller en 1904 par l'entremise des établissements Klem de Colmar qui en avaient assuré la restauration et la mise en place en 1906. L'autel (12 m de haut sur 5 m de large) est en bois polychrome et doré, richement sculpté ; c'est une belle œuvre baroque de la fin de la Renaissance.
Six grandes colonnes, en partie torsadées, en partie sculptées de motifs végétaux, soutiennent une voûte. L'ensemble est orné de nombreux bas-reliefs, de sept grandes statues de 160 cm de hauteur et de dix petites statues de 35 cm de haut.

#### Cimetière
Le cimetière contient une croix de cimetière datée de 1845.

#### Synagogue
Une communauté juive est attestée à Bollwiller depuis le XVe siècle, jusqu'à la guerre de Trente Ans, et renaît vers 1658, avec la construction d'une synagogue en 1672 ; développement de la communauté au XVIIIe siècle (quarante-cinq familles en 1789) ; la synagogue est fermée en 1793 ; au XIXe siècle, siège d'un rabbinat ; la synagogue indiquée sur le plan cadastral de 1839 est située à côté du 4, rue de la Synagogue ; détruite vers 1975 ; en 1866, une nouvelle synagogue est construite par l'architecte départemental François Laubser (qui dessina également les plans de l'église Saint-Charles) et achevée en 1868 ; rénovée en 1962, la synagogue était en service en 1988. En 1807, les juifs représentaient un quart de la population locale, soient 240 habitants sur les 948 que comptait la commune,.

### Personnalités liées à la commune
- Jean Baumann, pépiniériste. La reinette Baumann a été nommé en son hommage.
- Conrad de Rosen (1628-1715), maréchal de France.
- Amélie Zurcher (1858-1947), géologue, instigatrice de la découverte de la potasse dans le sous-sol sud-alsacien.
- Charles Henry (1859-1926), bibliothécaire.

### Héraldique
| Blason de Bollwiller | Les armes de Bollwiller se blasonnent ainsi : « De sinople à la bande d'argent accompagnée de six merlettes d'or posées en orle. » |